# Camera taina
Camera taina är en stekelart som beskrevs av Alayo och Vassil Tzankov 1974. Camera taina ingår i släktet Camera och familjen brokparasitsteklar. Inga underarter finns listade.